# Pękanino (Malechowo)
Pękanino (deutsch: Panknin) ist ein Dorf in der polnischen Woiwodschaft Westpommern. Es gehört zur Landgemeinde Malechowo (Malchow) im Powiat Sławieński (Schlawe).

## Geografische Lage
Das Bauerndorf Pękanino liegt an der Landesstraße DK 6 (bis 1945: Reichsstraße 2, heute auch: Europastraße 28) Stettin – Danzig, 20 Kilometer westlich der Kreisstadt Sławno und 18 Kilometer östlich von Koszalin (Köslin). Die nächste Bahnstation ist Wiekowo (Alt Wieck) an der Bahnstrecke Stargard Szczeciński–Gdańsk.
Die Hauptstraße trennt das kuppige Land im Süden von dem flachen, von Wiesensenken durchzogenen Gelände im Norden. Die mittlere Höhenlage des Dorfes liegt bei 35 Metern über dem Meeresspiegel, und die höchste Erhebung misst 95 Meter.
Die Nachbargemeinden von Pękanino sind: im Westen Dąbrowa (Damerow), im Norden Grabowo (Martinshagen), im Osten Niemica (Nemitz) und im Süden Sieciemin (Zitzmin). Zum Dorf gehört der drei Kilometer westlich gelegene Ort Kawno (Kaunow).

## Ortsname
Der ursprüngliche Name des Dorfes wird mit Pankomin angegeben. Im Powiat Białogardzki (Kreis Belgard) befindet sich noch ein Ort namens Pękanino, ehemals geteilt Klein- und Groß Panknin genannt.

## Geschichte
Wie aufgefundene Urnen und Tonscherben beweisen ist Pękanino eine sehr alte Siedlung. 1262 schenkte der Camminer Bischof Hermann von Gleichen den Zehnten von 40 Hufen im Dorf Pankmin dem Kloster Buckow, und eine Hälfte verpfändete der Ritter Gresmar von Panknin dem Vogt Dietrich von Schlawe. 1270 bestätigten die Fürst-Brüder Wizlaw II. und Jaromar III. von Rügen die Schenkung des ganzen Dorfes: Panknin war nun ein Abteidorf des Klosters Buckow und blieb es bis zur Reformation, nach der es dem Amt Rügenwalde (heute polnisch: Darłowo) überstellt wurde.
1784 hatte Panknin einen Schulzen, zehn Bauern, einen Halbbauern, einen Straßenkossäten, drei Büdner, einen Hirtenkaten und 18 Feuerstellen. 1818 leben hier 198 Menschen, deren Zahl im Jahre 1895 auf 460 stieg und 1939 noch 418 betrug.
Am 6./7. März 1945 besetzten sowjetische Truppen das Dorf, nachdem sie bereits am 1. März einen Brückenkopf über die Grabowstellung gebildet hatten. 1947 wurde die deutsche Bevölkerung vertrieben. Panknin erhielt die polnische Bezeichnung Pękanino und ist heute Ortsteil der Gmina Malechowo (Malchow) im Powiat Sławieński der Woiwodschaft Westpommern (bis 1998 Woiwodschaft Köslin).

## Amt Panknin
Bis 1945 bildeten die Gemeinden Damerow (heute polnisch: Dąbrowa), Martinshagen (Grabowo), Panknin und Zitzmin (Sieciemin) den Amtsbezirk Panknin im Landkreis Schlawe i. Pom. im Regierungsbezirk Köslin der preußischen Provinz Pommern.

## Standesamt Panknin
Die vier genannten Gemeinden waren auch zum Standesamt Panknin vereint. Die Standesamtsunterlagen aus der Zeit vor 1945 befinden sich heute entweder im Standesamt Koszalin (Köslin) bzw. im dortigen Staatsarchiv.

## Kirche
Panknin gehörte bis 1945 mit den Orten Damerow (Dąbrowa) mit Neu Martinshagen (Grabówko), Martinshagen (Grabowo) und der Filialgemeinde Zitzmin (Sieciemin) zum evangelischen Kirchspiel Damerow. Die überwiegende Zahl der Einwohner war evangelischer Konfession. Das Kirchspiel lag im Kirchenkreis Rügenwalde der Kirchenprovinz Pommern der Kirche der Altpreußischen Union. Letzter deutscher Geistlicher war Pfarrer Hans Meinhof.
Heute ist die Einwohnerschaft von Pękanino überwiegend katholischer Konfession, und Pękanino gehört zur Pfarrei Sieciemin (Zitzmin) im Dekanat Sławno (Schlawe) im Bistum Koszalin-Kołobrzeg (Köslin-Kolberg). Im Ort gibt es eine eigene kirchliche Versammlungsstätte. Die evangelischen Kirchenglieder werden vom nun zuständigen Pfarramt in Koszalin (Köslin) in der Diözese Pommern-Großpolen der polnischen Evangelisch-Augsburgischen (d. h. lutherischen) Kirche betreut.

## Schule
Vor 1945 stand in Panknin eine einklassige Volksschule, deren Lehrer zwischen 1921 und 1945 der ortskundige Forscher und Heimatpfleger Willi Block war. Die Zahl der Kinder lag zwischen 50 und 54.